# Poulet au vinaigre (plat)
Le poulet au vinaigre est une volaille en sauce au vinaigre, cuite ou déglacée au vinaigre. Il a des origines très anciennes, il est devenu une spécialité de la cuisine lyonnaise au XXe siècle et est largement cité dans la gastronomie anglophone et chinoise.

## Histoire
La cuisine mésopotamienne utilise le vinaigre (f.âbâtu, marrum) dans la cuisson des oiseaux, du pigeon-amursânu, des oiseaux-kippu, etc. comme dans de nombreuses autres préparations. C'est chez Apicius que des recettes de poulet avec du vinaigre sont attestées: dans la sauce crue pour poulet (aigre-douce vinaigre/dattes/épices - n°236 du Guillaume Budé), dans le poulet sauce piquante (Pyllum oxizomum), le poulet à la Numide (Pyllum numidicum, aigre-doux au miel, n°240), le poulet cuit dans son bouillon qui est présenté froid (n°243). Les matteae romaines étaient des salmis de perdrix, de pigeon et de jeune poulet au vinaigre ou au verjus.
Ce même corpus se retrouve au Moyen-âge arabo-andalou, chez l'Anonyme andalou : l'Ujjah aux pigeonneaux est cuite au garum et au vinaigre avec ses épices («C’est exceptionnel» - n°17 JML), de même la poule rôtie à la marmite (n° 22), la poule frite (n°24), la poule en aigre-doux: vinaigre/sucre blanc d'Abū Ṣāliḥ-ar-Rahbāniyy, (n°44), etc. Puis au XIVe siècle chez Olindo Guerrini avec une ambrousie de poulet douce-amère (vin, vinaigre, pruneaux, dattes). Taillevent écrit à propos d'une sauce froide épicée de poulaille «Certains y mettent des jaunes d'œufs durs. Ils délaient avec du vinaigre». Ce type de préparation épicée et vinaigrée se rencontre jusqu'en Inde (Murghi vendalu) et en Chine. Le Blindhuhn (pot au feu allemand de poulet) est acidulé au vinaigre.

### La cuisine classique
Dans la cuisine classique la recette disparait, le vinaigre intervient dans le poulet en marinade, il est à comparer au poulet au verjus dont la cuisson doit être courte ou chez Jules Breteuil, les poulets fricassés ont pour sauce un jus lié indifféremment au citron ou au vinaigre (1863).

## Les poulets au vinaigre

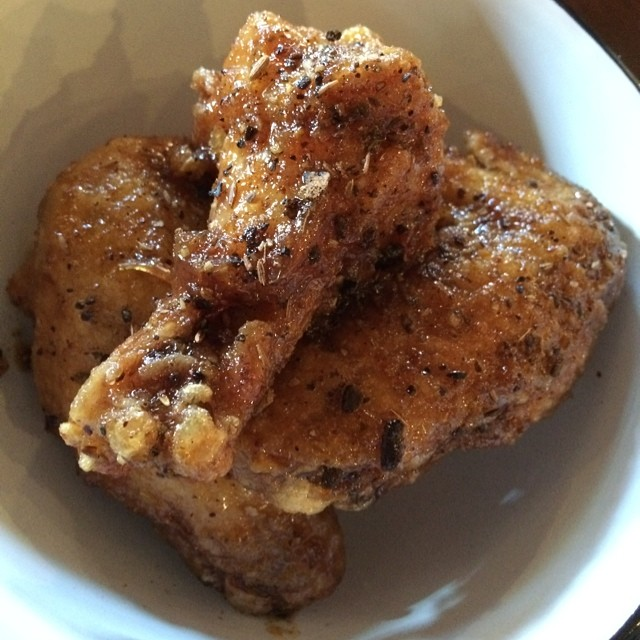
au vinaigre d'ananas

### La cuisine Lyonnaise
Au XXe siècle, le poulet au vinaigre dans sa version lyonnaise est en lien avec la volaille de Bresse et avec un usage local de sauce au vinaigre. Escoffier (1903) donne une sauce Lyonnaise au beurre, oignons hachés, 2 décilitres de vin blanc et d’autant de vinaigre, réduire, ajouter de la Demi-glace. Fernand Point serait l'initiateur de la volaille de Bresse au vinaigre à partir d'une recette paysanne, la paternité lui en est parfois attribuée, N. de Rabaudy écrit qu'elle a été mise au point par Jean Vignard, ami de Point. Paul Bocuse a contribué à sa notoriété avec sa volaille de Bresse sautée au vinaigre d'une grande simplicité, elle est cuite au four et servie avec une sauce échalotte/beurre/vinaigre sans vin blanc. Bocuse parle de bon vinaigre de vin.
A Vonnas, George Blanc fait sa  Fricassée de Poulet de Bresse au vinaigre avec du vinaigre d'estragon et la sauce est sérieusement crémée.
Les grand noms donneront leur interprétation: A. Ducasse utilise du vinaigre de vin vieux mais pas de crème et Jean-François Piège du vieux vinaigre et un rien de crème. En 1978, Monique Thyraud de Vosjoli publie 2 poulets au vinaigre avec moutarde, vin blanc, concentré de tomate et avec sirop d'érable pour le second.

### Les versions américaines
Elisabeth Lea (Domestic Cookery, Useful Receipts, And Hints To Young Housekeepers) en 1859 donne un poulet froid avec vinaigre, la recette est reprise en 1879 dans Housekeeping in old Virginia. Ces recettes sont à rapprocher du poulet froid en salade (Cold chicken in slices with oil and vinegar) 1843 mentionné en Grande-Bretagne et en Belgique.

Fin XXe siècle le Sauteed chicken with Vinegar (1972) se réfère explicitement de la cuisine lyonnaise, et de même pour les nombreux Chicken with withe vinegar diversement condimentés: avec de la Worcester sauce (1964), légumes et poivre de Cayenne, tomate et moutarde, au bouillon de bœuf. L'occurrence du Chicken with vinegar est croissante depuis 1960.

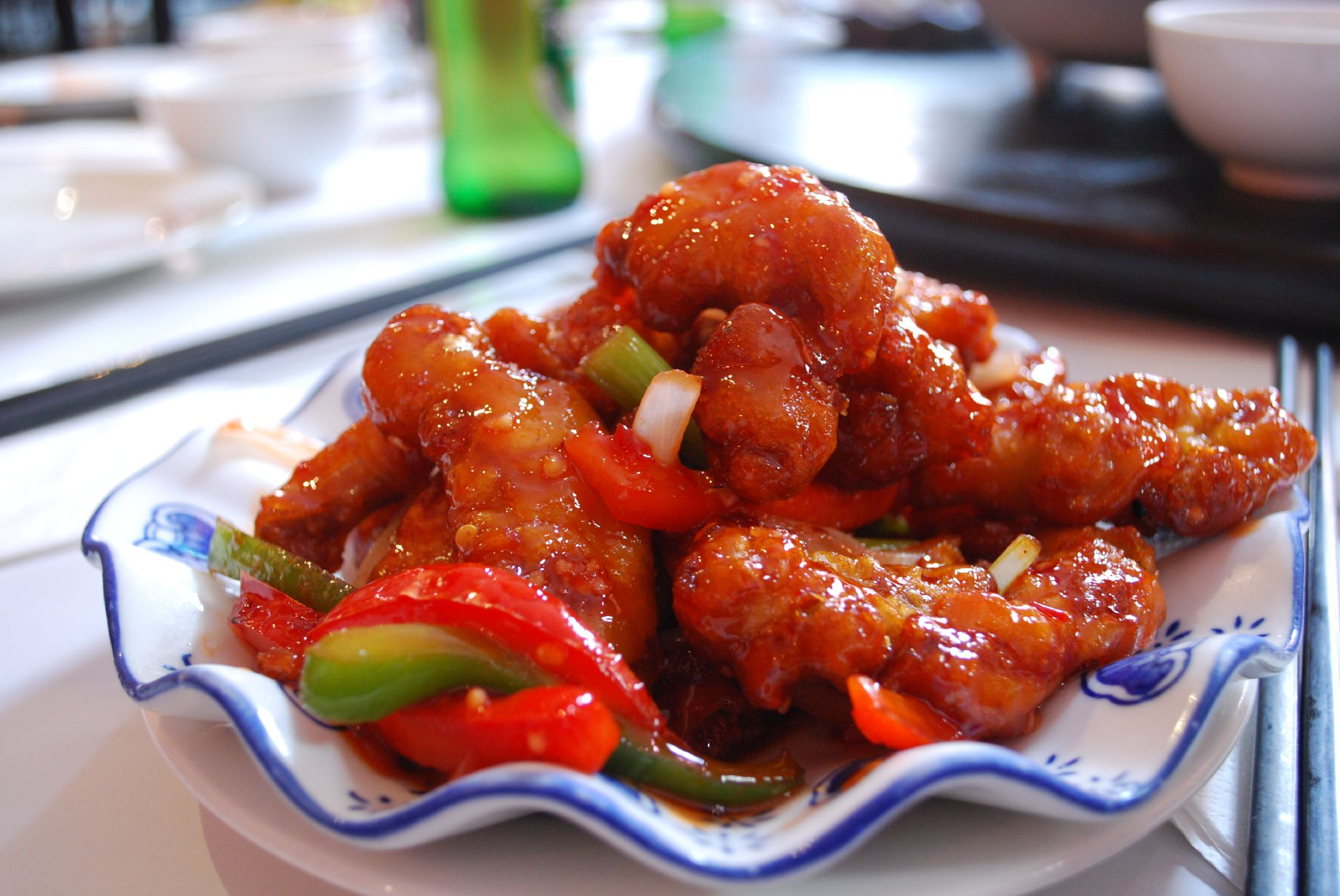
Zuo Zong Tang poulet à l'aigre doux pimenté chinois

### Poulet à l'aigre-doux asiatique
En Chine, 醋鸡, 醋炒鸡 (Cù jī, cù chǎo jī) poulet au vinaigre, poulet frit au vinaigre est une recette aigre douce, 糖醋鸡块 (Táng cù jī kuài) est le poulet sauce aigre douce. Il est une spécialité de Wuyi et s'appelait à l'origine poulet au vinaigre de Yuyuan, ou  poulet Zhuangyuan. La vinaigre le meilleur pour cette recette est le vinaigre du Zhejiang soit du rouge vif du Zhejiang, soit du parfumé du Zhenjiang.
Le poulet adobo philippin est lui aussi aigre-doux, il se fait au vinaigre de coco.

## Variantes et compléments

### Les différents vinaigres
Le vinaigre de vin est majoritaire, le vinaigre de xérès est une référence par sa qualité aromatique et sa puissance. Louisette Bertholle (1985) reproduit le poulet au vinaigre de chez Maxim's qui était servi froid avec des oignons et une gelée au vinaigre de Xérès «qui apporte un goût frais, original» (p. 282). Elle rapporte aussi une volaille au vinaigre à Ammerschwihr, fricassée déglacée au vinaigre et au vin blanc montée au beurre (p. 282). Le poulet au vinaigre d'estragon se fait à l'identique sans vin blanc. Nicolas de Rabaudy (1977) cite la fricassée de poulet au vinaigre d'Orléans (classique) et un Poulet sauté au vinaigre d'hydromel.
Le vinaigre de cidre est mentionné, le vinaigre de framboise. En Italie le Pollo All'Aceto Balsamico se fait au au vinaigre balsamique.

### Accord mets-vin
Accompagner un plat au vinaigre n'est pas simple, les commentateurs recommandent les meilleurs vins rouges: Mendoza, Argentine; Alentejo, Portugal;  Barossa Valley; Brunello di Montalcino, Toscane; Châteauneuf-du-Pape. Louisette Bertholle sert un Champagne tranquille avec le poulet au Xérès froid, le plus aromatique des poulets au vinaigre.